# 1860 au Canada
Pour un article plus général, voir Chronologie du Canada.
Cet article traite des événements qui se sont produits durant l'année 1860 au Canada.

## Événements

### Politique
- Visite royale de 2 mois du prince Édouard,

### Sport
- 27 juin : première course de chevaux Quenn's plate à Toronto
- 15 août : le funambule William Leonard Hunt, surnommé grand Farini, traverse les Chutes du Niagara sur un câble.

### Économie

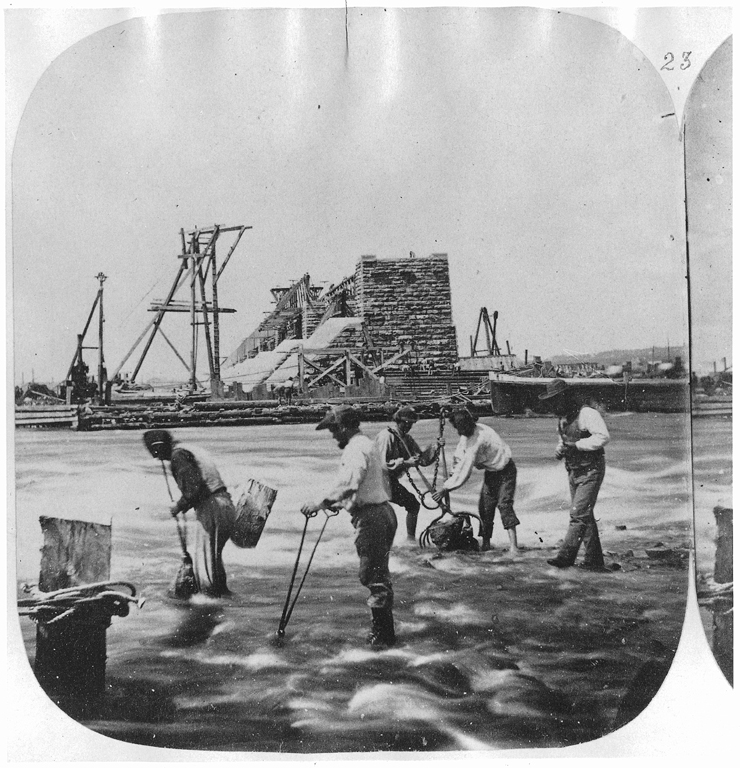
Construction du pont Victoria à Montréal

- Construction de la Route Cariboo en Colombie-Britannique.
- 25 août : inauguration du Pont Victoria (Montréal).
- La colonie du Nouveau-Brunswick émet ses dollars.

### Science
- L'ornithologue Thomas McIlwraith publie un ouvrage sur les oiseaux à Hamilton.
- Fin de l'Expédition Palliser.
- Henry Wolsey Bayfield publie The St. Lawrence pilot qui est basé sur les relevés cartographiques et hydrographiques prises au cours de sa carrière.

### Culture
- Fondation du Musée des beaux-arts de Montréal.
- Poème Les Mille-Îles d'Octave Crémazie.
- Le français Joseph Arthur de Gobineau de passage à Terre-Neuve et en Nouvelle-Écosse écrit Voyage à Terre-Neuve et La chasse au caribou.

### Religion
- Érection du diocèse de Bathurst au Nouveau Brunswick
- Joseph La Rocque est nommé évêque au Diocèse de Saint-Hyacinthe.
- L'Église anglicane du Canada établit ses premiers diocèses.

## Naissances
- 7 mars : Alexander Grant MacKay, chef du Parti libéral de l'Ontario.
- 4 juin : Alexis Lapointe, surnommé Alexis le trotteur, coureur. († 12 janvier 1924)
- 5 juin  : John Douglas Hazen, premier ministre du Nouveau-Brunswick.
- 29 août : James Duncan McGregor, lieutenant-gouverneur du Manitoba.
- 15 septembre : Napoléon Antoine Belcourt, politicien canadien-français.
- 13 octobre : Hugh Montagu Allan, homme d'affaires et sportif.
- 13 décembre : Alphonse-Osias Gagnon, évêque de Sherbrooke.

## Décès
- 18 février : Léon Gingras, religieux.
- 27 mars : François-Réal Angers, auteur.
- 5 mai : Jean-Charles Prince, évêque de Saint-Hyacinthe
- 12 juillet : John Molson, homme d'affaires.